# Sonomyn Luvsan
 (novembre 2021).
Si vous disposez d'ouvrages ou d'articles de référence ou si vous connaissez des sites web de qualité traitant du thème abordé ici, merci de compléter l'article en donnant les références utiles à sa vérifiabilité et en les liant à la section « Notes et références ».
Sonomyn Luvsan (en mongol : Сономын Лувсан ; 1912-1994) est un homme politique et diplomate mongol qui est président par intérim du Présidium du grand Khoural d'État du peuple de la république populaire de Mongolie (chef d'État en titre) du 29 juin 1972 à 11 juin 1974.

## Biographie
Luvsan est ministre des Finances (en) de 1940 à 1941. Pendant la Seconde Guerre mondiale, Luvsan est vice-Premier ministre sous Horloogiyn Choybalsan. Le 21 février 1949, il est nommé vice-président du Conseil des ministres ainsi que ministre du Commerce.
De 1957 à 1959, il est ambassadeur en république populaire de Chine (en). Le 17 juin 1959, il redevient vice-président du Conseil des ministres (vice-premier ministre) avant d'être nommé ambassadeur en URSS de 1960 à 1964.
Après sa nomination au Politburo du Comité du MPRP en 1963, Luvsan devient l'un des hommes politiques les plus puissants de Mongolie et est souvent photographié aux côtés du Premier ministre et secrétaire général du Parti révolutionnaire du peuple mongol (MPRP) Yumjagiyn Tsedenbal. Peu de temps après la mort du président de longue date Jamsarangiyn Sambu, Luvsan quitte ses fonctions de premier vice-premier ministre et est élu premier vice-président et président par intérim du Présidium du grand Khoural d'État du peuple (chef d'État titulaire du MPR) le 29 juin 1972, en remplacement de Tasagaanlamyn Dügersüren qui est président par intérim pendant un mois. Le Premier ministre Tsedenbal avait prévu d'accéder lui-même à ce poste après la mort de Sambu, mais des considérations politiques et sanitaires l'ont poussé à retarder cette décision. Le 11 juin 1974, Tsedenbal démissionne de sa présidence du Conseil des ministres (premier ministre) et, avec l'approbation enthousiaste de Luvsan, est élu à l'unanimité à la présidence du grand Khoural d'État du peuple, mettant fin au mandat de Luvsan en tant que président par intérim.
Le fils de Luvsan, Luvsangiyn Erdenechuluun (né en 1948) est un éminent conseiller en politique étrangère en Mongolie et est ministre des Affaires étrangères de 2000 à 2004.